# Bolnhurst
Bolnhurst – wieś w Anglii, w hrabstwie ceremonialnym Bedfordshire, w dystrykcie (unitary authority) Bedford. Leży 11 km na północ od centrum miasta Bedford i 82 km na północ od centrum Londynu.